# Zygmunt Hynek
Zygmunt Hynek herbu Topór (zm. przed 8 marca 1673 roku) – kasztelan czechowski od 1672 roku, łowczy podlaski w 1660 roku.
Poseł na  sejm elekcyjny 1669 roku, sejm koronacyjny 1669 roku z województwa sandomierskiego. Poseł na sejm nadzwyczajny 1670 roku z województwa sandomierskiego. Jako senator wziął udział w sejmie nadzwyczajnym 1672 roku.